# Acaudaleyrodes tuberculata
Acaudaleyrodes tuberculata là một loài côn trùng cánh nửa trong họ Aleyrodidae, phân họ Aleyrodinae.
Acaudaleyrodes tuberculata được Bink-Moenen miêu tả khoa học đầu tiên năm 1983.